# Samiska landsmötet 1917

Deltagarna i det samiska landsmötet den 6 februari 1917 i Trondheims metodistkyrka. Datumet blev senare samernas nationaldag.

Det samiska landsmötet 1917 var det första samiska landsmötet. Mötet ägde rum i metodistkyrkan i Trondheim i Norge mellan den 6 februari och den 9 februari. Samernas nationaldag firas sedan 1993 den 6 februari till minnet av detta möte. Vid mötet deltog 150 personer, varav ungefär 20 var från Sverige och hälften från Norge. De flesta av mötets deltagare var sydsamer från Trøndelagen samt Nordlands och Hedmark fylke.
Initiativtagaren till mötet var Elsa Laula Renberg från Brurskanken samiske kvinneforening. Renberg kom även att bli mötets ordförande och höll dess öppningstal. En annan framträdande mötesdeltagare var Daniel Mortenson som i ett anförande angrep Felleslappeloven från 1883 som reglerade renskötseln i framför allt Troms fylke i Norge och angränsande delar av Sverige. Anförandet gav upphov till en livlig debatt på mötet, som tillsatte en egen rennäringskommitté, vars utlåtande kom att påverka det nya förslag till norsk rennäringslag som lades fram 1919. Mötets andra huvudsakliga krav var att en samisk skola skulle öppnas och att samiska barn skulle få undervisning i och på samiska.
År 2017 firades 100-årsjubileum av mötet i Trondheim med bland annat sammankomster i Samerådet samt sametingen i Sverige, Norge och Finland. Firandet som gick under det sydsamiska namnet 
för Trondheim, Tråante 2017, pågick 4–12 februari och uppmärksammades bland annat med utgivande av frimärken och mynt med samiska motiv och invigning av en samisk altarfigur i  Nidarosdomen.